# Liste der Biografien/Kosl
Liste der Biografien |
Portal Biografien |
Personensuche
# |
A |
B |
C |
D |
E |
F |
G |
H |
I |
J |
K |
L |
M |
N |
O |
P |
Q |
R |
S |
T |
U |
V |
W |
X |
Y |
Z |
?
 
Ka |
Kb |
Kc |
Kd |
Ke |
Kf |
Kg |
Kh |
Ki |
Kj |
Kl |
Km |
Kn |
Ko |
Kp |
Kr |
Ks |
Kt |
Ku |
Kv |
Kw |
Ky |
Kx |
Kz
 
Koa |
Kob |
Koc |
Kod |
Koe |
Kof |
Kog |
Koh |
Koi |
Koj |
Kok |
Kol |
Kom |
Kon |
Koo |
Kop |
Kor |
Kos |
Kot |
Kou |
Kov |
Kow |
Kox |
Koy |
Koz
 
Kosa |
Kosb |
Kosc |
Kose |
Kosg |
Kosh |
Kosi |
Kosj |
Kosk |
Kosl |
Kosm |
Kosn |
Koso |
Kosp |
Koss |
Kost |
Kosu |
Kosv |
Kosy |
Kosz
Die Liste der Biografien führt alle Personen auf, die in der deutschsprachigen Wikipedia einen Artikel haben. Dieses ist eine Teilliste mit 74 Einträgen von Personen, deren Namen mit den Buchstaben „Kosl“ beginnt.

## Kosl

### Kosla
- Koslar, Dieter (1940–2002), deutscher Radsportler, Trainer und Teamchef
- Koslar, Michael (* 1967), deutscher Fernsehmoderator, Maler, Autor und Sprecher
- Koslar, Wilhelm (1924–1993), deutscher Keramiker und Dichter

### Kosle
- Kosleck, Julius (1825–1905), deutscher Musiker und Musikpädagoge
- Kosleck, Martin (1904–1994), deutsch-US-amerikanischer Film-, Fernseh- und Bühnenschauspieler
- Kosler, Albert (1933–2018), deutscher Politiker (CDU), MdV, MdEP
- Kosler, Alois Maria (1901–1993), deutscher Lehrer, Lektor und Publizist
- Kosler, Erich (1915–2001), österreichischer Politiker (SPÖ), Landtagsabgeordneter
- Kosler, Franz Xaver (1864–1905), österreichischer Porträt- und Genremaler des Orientalismus
- Košler, Miroslav (1931–2016), tschechischer Chorleiter und Musikpädagoge
- Kosler, Peter (1824–1879), slowenischer Topograph
- Košler, Zdeněk (1928–1995), tschechischer Dirigent

### Kosli
- Koslik, Paul (* 1886), deutscher Kapitän zur See der Reserve der Kriegsmarine
- Kösling, Klaus (1958–2022), deutscher Fußballspieler
- Kösling, Marcel (* 1986), deutscher Kabarettist, Zauberkünstler und ModeratorMarcel Kösling (* 1986)

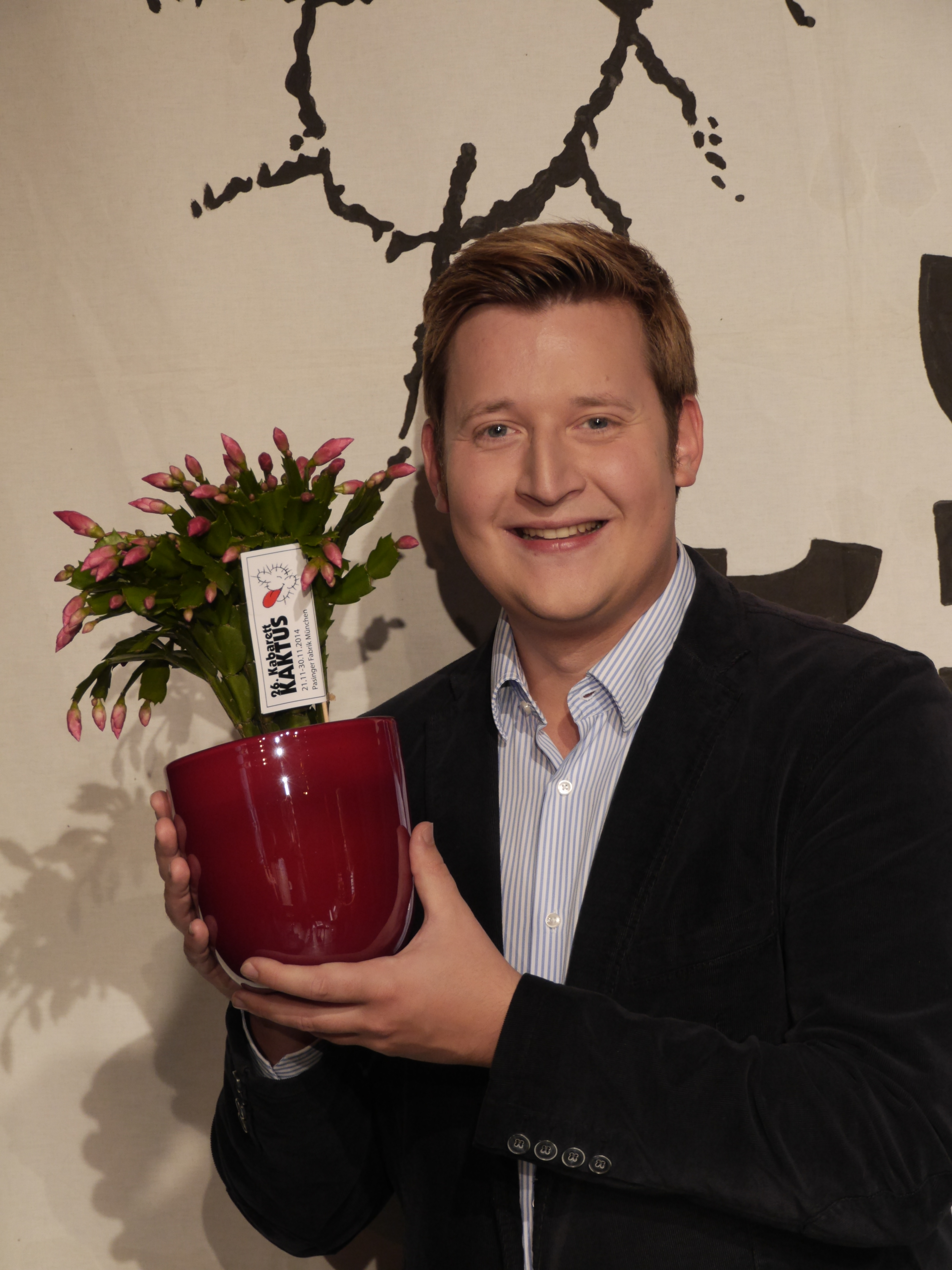
Marcel Kösling (* 1986)

- Kösling, Thomas, deutscher American-Football-Trainer
- Koslitsch, Ernst (* 1977), österreichischer bildender Künstler
- Koslitz, Christa (* 1944), deutsche Keramikerin und Malerin

### Koslo
- Koslo, Paul (1944–2019), deutsch-kanadischer Schauspieler
- Koslovski, Kopel (* 1917), estnischer Fußballspieler
- Koslovsky, Wehwalt (* 1972), deutscher Autor, Slam- & Performance-Poet
- Koslow, Alexander Alexandrowitsch (* 1981), russischer Politiker
- Koslow, Alexander Sergejewitsch (* 1993), russischer Fußballspieler (Stürmer)
- Koslow, Alexei Alexandrowitsch (1831–1901), russischer Philosoph und Publizist
- Koslow, Alexei Anatoljewitsch (* 1986), russischer Fußballspieler
- Koslow, Alexei Semjonowitsch (* 1935), russischer Jazzmusiker
- Koslow, Andrei Andrejewitsch (1965–2006), russischer Bankier, Vize-Vorsitzende der russischen Zentralbank (2002–2006)
- Koslow, Artjom Wladimirowitsch (* 1997), russischer Shorttracker
- Koslow, Daniel (* 1982), deutscher Eishockeyspieler
- Koslow, Danila Sergejewitsch (* 2005), russischer Fußballspieler
- Koslow, Dmitri Iljitsch (1919–2009), sowjetischer bzw. russischer Luft- und Raumfahrtingenieur
- Koslow, Dmitri Timofejewitsch (1896–1967), sowjetischer Militärkommandeur
- Koslow, Frol Romanowitsch (1908–1965), sowjetischer russischer Politiker
- Koslow, Iwan (* 1978), ukrainischer Skispringer
- Koslow, Nikolai Illarionowitsch (1814–1889), russischer Militärarzt
- Koslow, Nikolai Ionowitsch (1928–2007), sowjetischer Skilangläufer
- Koslow, Nikolai Nikolajewitsch (* 1972), russischer Wasserballspieler
- Koslow, Patrick (* 1985), deutscher Eishockeyspieler
- Koslow, Pjotr Kusmitsch (1863–1935), russischer Forscher und Entdecker
- Koslow, Waleri Wassiljewitsch (* 1950), russischer Mathematiker
- Koslow, Wassili Wassiljewitsch (1887–1940), russisch-sowjetischer Bildhauer und Hochschullehrer
- Koslow, Wiktor Nikolajewitsch (* 1975), russischer Eishockeyspieler und -trainer
- Koslow, Wjatscheslaw Anatoljewitsch (* 1972), russischer Eishockeyspieler
- Koslow, Wladimir Jewgenjewitsch (* 1958), sowjetischer Bobfahrer
- Koslow, Wladimir Petrowitsch (* 1959), sowjetischer Eisschnellläufer
- Koslow, Wladimir Weniaminowitsch (1904–1975), russischer Chemiker
- Koslowa, Jelisaweta Wladimirowna (1892–1975), russische Avifaunistin und Zoogeografin
- Koslowa, Marija Wladimirowna (* 1983), russische Schauspielerin
- Koslowa, Olga (* 1986), russische Pianistin
- Koslowa, Olga Olegowna (* 1969), russische Biathletin
- Koslowa, Olimpiada Wassiljewna (1906–1986), sowjetische Ökonomin und Hochschullehrerin
- Koslowskaja, Inessa Benediktowna (1927–2020), russische Neurophysiologin und Raumfahrtmedizinerin
- Koslowskaja, Walentina Jakowlewna (* 1938), russische Schachspielerin
- Koslowski, Danila Walerjewitsch (* 1985), russischer Film- und TheaterschauspielerDanila Walerjewitsch Koslowski (* 1985)

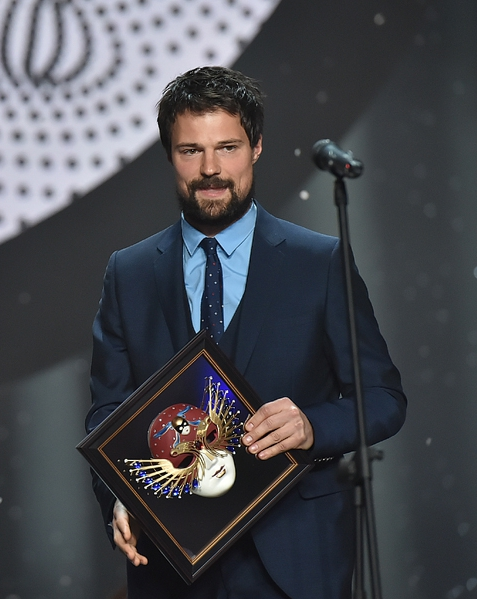
Danila Walerjewitsch Koslowski (* 1985)

- Koslowski, Dennis (* 1959), US-amerikanischer Ringer
- Koslowski, Dmitri Eduardowitsch (* 1999), russischer Eiskunstläufer
- Koslowski, Felix (* 1984), deutscher VolleyballtrainerFelix Koslowski (* 1984)

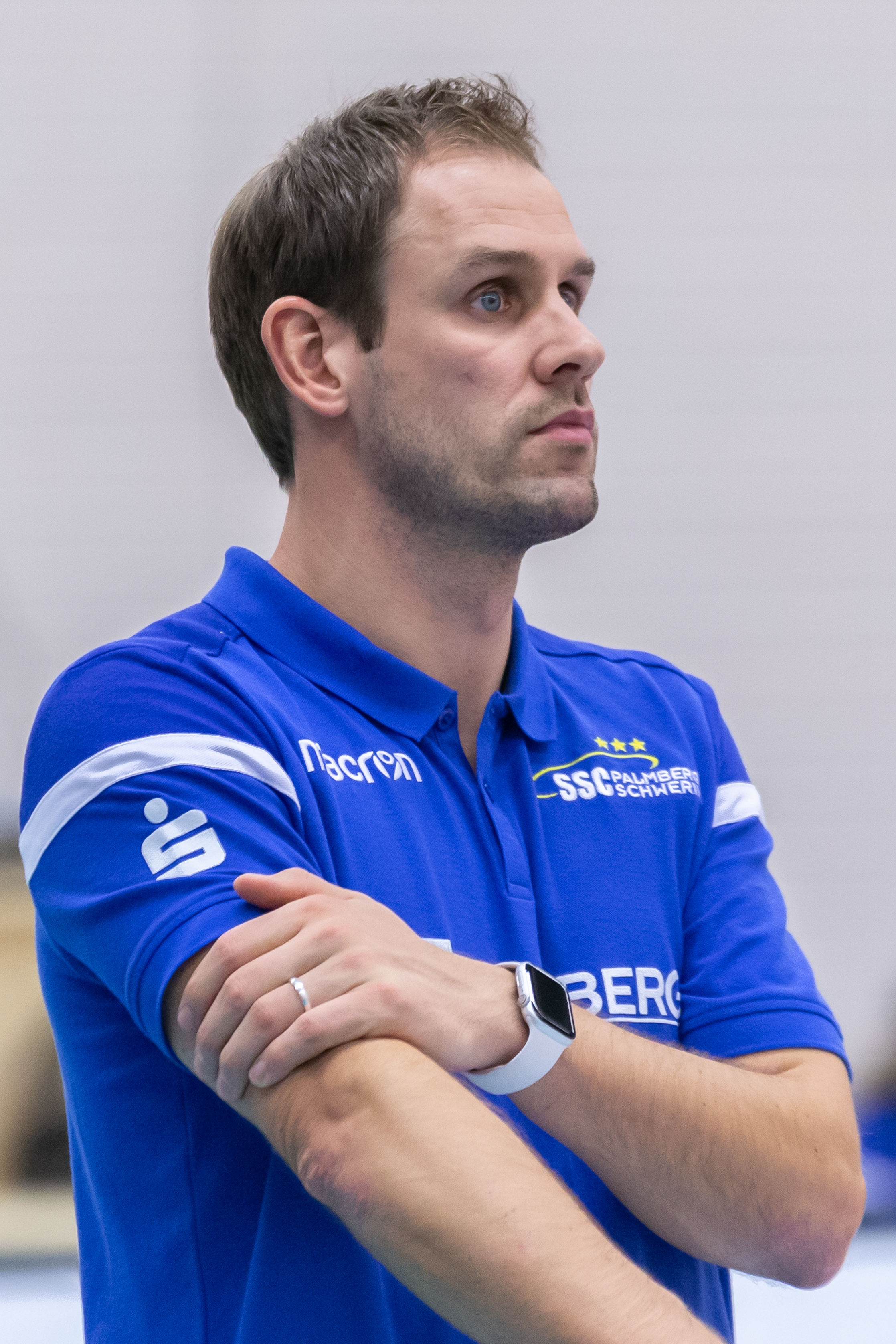
Felix Koslowski (* 1984)

- Koslowski, Hedwig (1904–1968), deutsche Kunstgewerblerin
- Koslowski, Heike (* 1974), deutsche Schauspielerin
- Koslowski, Iwan Semjonowitsch (1900–1993), ukrainischer Opernsänger (Tenor)
- Koslowski, Jan (* 1987), deutscher Regisseur, Autor und Schauspieler
- Koslowski, Lars (* 1971), deutscher Tennisspieler
- Koslowski, Lasse (* 1987), deutscher Fußballschiedsrichter
- Koslowski, Leo (1921–2007), deutscher Chirurg und Hochschullehrer
- Koslowski, Manfred (1942–2008), deutscher Politiker (CDU), MdV, MdB
- Koslowski, Michail Iwanowitsch (1753–1802), russischer Bildhauer und Hochschullehrer
- Koslowski, Michail Sergejewitsch (* 1989), russischer Automobilrennfahrer
- Koslowski, Nikolai von (* 1958), deutscher Hörfunkregisseur und -journalist
- Koslowski, Peter (1952–2012), deutscher Philosoph, Wirtschaftswissenschaftler und Wirtschaftsethiker
- Koslowski, Thorsten (* 1975), deutscher Eishockeyspieler
- Koslowski, Willi (1937–2024), deutscher Fußballspieler
- Koslowsky, Johanna (* 1961), deutsche Sängerin
- Koslowsky, Jörg (* 1979), deutscher Schauspieler und Unternehmer
- Koslowsky, Tyler (* 1993), kanadischer Volleyballspieler